# Districtul Tha Takiap
Tha Takiap (în thailandeză ท่าตะเกียบ) este un district (Amphoe) din provincia Chachoengsao, Thailanda, cu o populație de 45.260 de locuitori și o suprafață de 1.054,8 km².